# Software Design Description
Die Software Design Description (SDD) ist ein von IEEE (Institute of Electrical and Electronic Engineers) unter (ANSI/IEEE Std 1016-1998) veröffentlichter Standard, welcher festlegt, wie ein Programm-Design spezifiziert werden soll. Die aktuelle Version ist 1016-2009.

## Allgemein
Das SDD Dokument ist eine Repräsentation eines Software-Systems, die verwendet wird, um Software-Design-Information zu kommunizieren. Es umfasst wesentliche Teile der Development-Requirements (D-Requirements). Es beschreibt die Architektur der Software beziehungsweise des Gesamtsystems und der einzelnen Komponenten. 
Ein SDD wird in der Regel nur bei größeren Projekten erstellt, beziehungsweise da, wo die System-Architektur entscheidenden Einfluss auf die Software hat. Bei kleineren Projekten ist es üblich, das Design direkt im D-Requirement Teil der Software Requirements Specification (SRS) vorzunehmen. Dabei sollte die Beschreibung des Designs nicht mehr als 3 Seiten umfassen, ansonsten empfiehlt es sich ein SDD zu erstellen.
Das Dokument sollte im Wesentlichen folgende Kapitel enthalten:
1. Einleitung
  1. Design-Übersicht
  2. Anforderungs-Nachvollziehbarkeits-Matrix
2. System-Architektur
  1. Gewählte Systemarchitektur
  2. Diskussion alternativer Architekturen
  3. Beschreibung der Schnittstellen des Systems
3. Detailbeschreibung der Komponenten
  1. Komponente n
  2. Komponente n+1
4. Benutzerschnittstelle (UI)
5. Zusätzliches Material (Appendix)